# Anarko-naturism

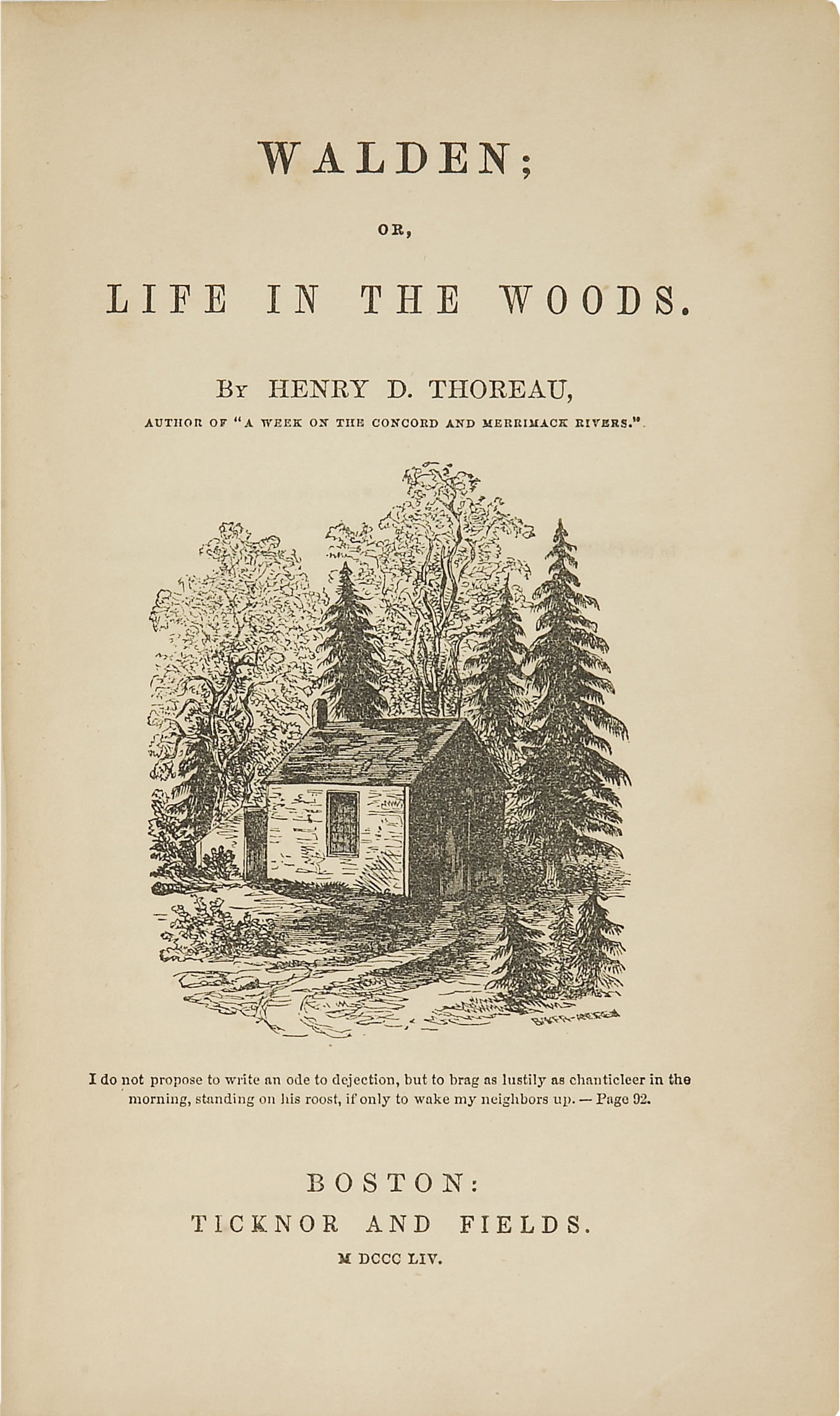
Henry David Thoreau, Skogsliv vid Walden

Anarko-naturism (också anarkistisk naturism) framträdde som en rörelse under det sena 1800-talet och tidiga 1900-talet som en förening av dåtidens anarkistiska och naturistiska filosofier. Rörelsen hade framför allt betydelse i individualistiskt orienterade anarkistiska kretsar  i Spanien, Frankrike, Portugal och på Kuba. Anarko-naturismen förespråkar vegetarianism, fri kärlek, vandring, ekobyar, nakenhet och en ekologisk livsstil för att motverka det moderna industrisamhällets artificiella karaktär.

## Historia
Ett viktigt och tidigt inflytande kom från personer som Henry David Thoreau, Lev Tolstoj och Élisée Reclus. För den mycket inflytelserika franske anarkisten Élisée Reclus var naturism “at the same time a physical means of revitalization, a rapport with the body completely different from the hypocrisy and taboos which prevailed at the time, a more convivial way to see life in society, and an incentive to respect the planet."
Senare franska anarkister som propagerat för anarko-naturism var Henri Zisly (1872–1945) och Émile Gravelle som båda deltog i arbetet med tidskrifterna La Nouvelle Humanité, Le Naturien, Le Sauvage, L'Ordre Naturel och La Vie Naturelle. Deras idéer var viktiga i anarkistiska kretsar i Frankrike och Spanien, där Federico Urales (pseudonym för Joan Montseny) propagerade för de idéer som Gravelle and Zisly fört fram i La Revista Blanca (1898–1905). Henri Zisly, Émile Gravelle och Henri Beylie var, vid sidan av Georges Butaud och Sophie Zaïkowska, initiativtagare till kooperativet Colonie de Vaux som grundades i Essômes-sur-Marne, i l'Aisne. Zislys politiska aktiviteter var främst inriktade på en återgång till ett ”naturligt liv”. Han verkade genom att skriva, debattera och öppet opponera sig mot indistrialismen.
Anarko-naturismen hade framgång i Spanien på 1920-talet där naturisternas athenaeum i Barcelona, Ecléctico, var basen för verksamheten, varifrån man utgav skrifter som Etica och Iniciales, den senare startad 1929. Den ekologiska inriktningen av den spanska rörelsen var mycket tydlig. Rörelsen fanns också på Kuba samt i Storbritannien på 1920-talet. ”The anarchist community at Whiteway”, nära Stroud i Gloucestershire, chockade de boende i området med sin bekymmerslösa hållning till nakenhet.